# Margites mimeticus
Margites mimeticus är en skalbaggsart som beskrevs av Aurivillius 1907. Margites mimeticus ingår i släktet Margites och familjen långhorningar. Inga underarter finns listade i Catalogue of Life.